# Ársos (Larnaca)
Pour les articles homonymes, voir Ársos.
Ársos (grec moderne : Άρσος) est un village chypriote situé dans le district de Lárnaca.